# William Wolfensberger

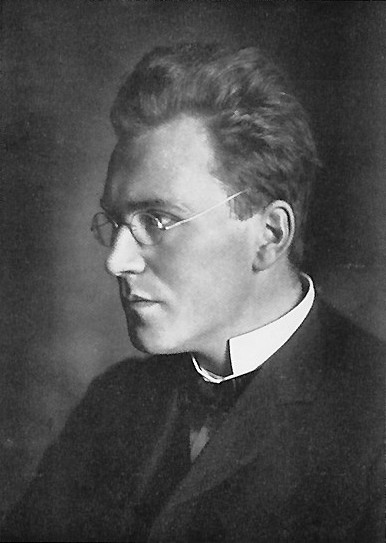
William Wolfensberger

William Wolfensberger (* 17. Juni 1889 in Hottingen bei Zürich; † 6. Dezember 1918 in Rheineck, Kanton St. Gallen) war ein Schweizer Pfarrer und Schriftsteller.

## Leben
William Wolfensberger war Sohn eines Kaufmanns. Er studierte ab 1909 an der Universität Zürich zunächst Germanistik und wechselte dann – entgegen dem Willen seines Vaters, der ihn daraufhin aus dem Haus warf – zur Theologie. Dort beeindruckte ihn besonders Leonhard Ragaz. Seinen Lebensunterhalt bestritt er mit Privatstunden, vermittelt durch den damaligen Kantonsschulrektor Jakob Bosshart. Im November 1913 wurde er in der Kirche Oberstrass zum evangelisch-reformierten Pfarrer ordiniert.
Seine erste Stelle versah Wolfensberger vom Frühling 1914 bis Weihnachten 1916 im Val Müstair in den oberen Dörfern Fuldera, Tschierv und Lü, wo er sich rasch einlebte. Diesen Ortswechsel nahm er vor als «Flucht» in Reaktion auf seine Liebe zu Toni Wolff, die er als unerwidert empfand. In Fuldera übte er auch noch die Ämter des Gemeindepräsidenten, des Kassiers und Aktuars aus, und da der Lehrer zu dieser Zeit des Ersten Weltkrieges wochenlang im Militärdienst weilte, übernahm er zeitweilig auch den Unterricht an der achtklassigen Schule mit 30 Wochenstunden. Die Gemeinde dankte ihm den Einsatz mit der Verleihung des Ehrenbürgerrechts. Zur Tilgung einer auf der kleinen Gemeinde schwer lastenden Schuld setzte sich Wolfensberger für die Einführung einer Steuerprogression ein. Damit stiess er auf heftigen Widerstand, worauf er im Anschluss an eine Gemeindeversammlung im September kündigte. 
Die Jahreswende verbrachte er bei einer Schwester in Meilen. Er bewarb sich für eine Pfarrstelle in Zürich-Fluntern, wurde aber nicht gewählt. In seiner zweiten Gemeinde Rheineck, die seine Predigten schätzte und seiner literarischen Tätigkeit Verständnis entgegenbrachte, wirkte William Wolfensberger ab Ende April 1917. 1918 verstarb er dort 29-jährig an der Spanischen Grippe.
Im Pfarrhaus bei der Rheinecker evangelischen Jakobskirche befindet sich das William-Wolfensberger-Archiv.

## Werke

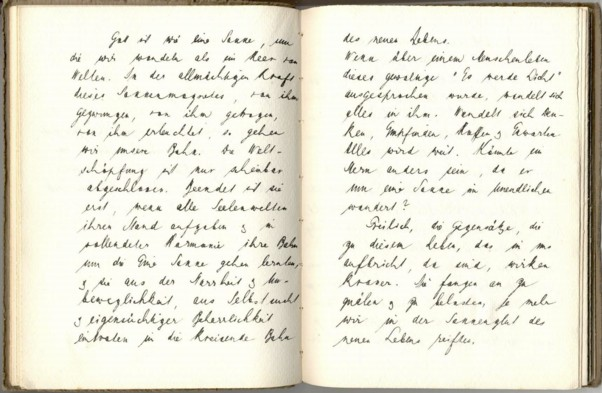
Wolfensbergers Handschrift in O Sonne!

- Unseres Herrgotts Rebberg. Erzählungen. Salzer, Heilbronn 1916.
- Religiöse Miniaturen. Weltliche Andachten. Salzer, Heilbronn 1917.
- Lieder aus einer kleinen Stadt. Gedichte. Schulthess, Zürich 1918; Nachdruck ebd. 1976, ISBN 3-7255-1746-0.
- Köpfe und Herzen. Geschichte aus dem Hochtal. Mit einer Einführung von Jakob Bosshart. Schulthess, Zürich 1919.
- Legenden. Mit einem Begleitwort von Jakob Bosshart. Schulthess, Zürich 1919.
- Kreuz und Krone. Gedichte aus dem Nachlass. Schulthess, Zürich 1920.
- Narren der Liebe. Skizzen und Gedanken aus dem Nachlass. Schulthess, Zürich 1920.
- O Sonne! Betrachtungen über des Christen Wandel. Faksimile der Sonntagspredigten vom Sommer 1918. Clavadel 1922.
- Die Seuche von Charpella. Schweizerisches Jugendschriftenwerk (SJW, Heft 803), Zürich 1963.
- Ausgewählte Werke. Hrsg. v. Robert Lejeune. Huber, Frauenfeld 1964.
- Die Glocken von Pralöng. Gute Schriften (GS 286/287), Bern 1965; Neuausgabe mit einem Nachwort von Iso Camartin: Chronos, Zürich 2016, ISBN 978-3-0340-1372-7.
- Geschichten und Gedichte aus dem Münstertal. (dt./rätorom.). Biblioteca Jaura, Valchava 2005.
- Eingeklemmt zwischen Unmöglichkeit und Sehnsucht. Ein Lesebuch. Zusammengestellt von Charles Linsmayer und Rudolf Probst. Huber, Frauenfeld 2007, ISBN 978-3-7193-1440-8.